# Амсония
Амсония (лат. Amsonia) — род многолетних цветковых растений семейства Кутровые (Apocynaceae) трибы Amsonieae, произрастающих в основном в Северной Америке, кроме этого один вид (Amsonia elliptica) встречается в Восточной Азии, а другой (Amsonia orientalis) — в восточном Средиземноморье.

## Ботаническое описание
Амсонии — травянистые многолетние растения с деревянистыми ветвями. Стебли прочные прямостоячие, образуют округлую вазовидную кустарниковую крону. Листья тёмно-зелёные от линейно-ланцетной до яйцевидной формы, расположены в перекрёстных мутовках на стеблях, которые содержат млечный латексный сок. Синие звёздчатые цветки образуют рыхлые концевые соцветия или кисти. Цветут поздней весной и в начала лета. Плоды — парные цилиндрические стручки, расположенные вертикально или свисающие среди листьев на концах стеблей. Для амсоний характерна некоторая желтизна в осенней окраске листвы.
Амсонии растут на различных почвах, в том числе на выступах известняка (Amsonia ciliata), влажных травянистых склонах и по берегам рек (Amsonia tabernaemontana) или гравийные отмелях у степных ручьёв (Amsonia illustris). При выращивании в садах предпочитают места от полутени до полного солнца на влажных почвах, хотя Amsonia ciliata и Amsonia hubrichtii переносят более сухие участки.

## Таксономия
Род был описан американским ботаником Томасом Уолтером в 1788 году. Родовое название — в честь американского врача Джона Эмсона (англ. John Amson).

## Виды
Следующие виды входят в род Амсония:
- Amsonia ciliata Walter
- Amsonia elliptica (Thunb. ex Murray) Roem. & Schult. — Китай, Япония, Корея
- Amsonia fugatei S.P.McLaughlin
- Amsonia grandiflora Alexander
- Amsonia hubrichtii Woodson
- Amsonia illustris Woodson
- Amsonia jonesii Woodson
- Amsonia kearneyana Woodson
- Amsonia longiflora Torr.
- Amsonia ludoviciana Vail
- Amsonia orientalis Decne. — Греция, Турция
- Amsonia palmeri A.Gray
- Amsonia peeblesii Woodson
- Amsonia repens Shinners
- Amsonia rigida Shuttlw. ex Small
- Amsonia tabernaemontana Walter — Амсония табернемонтана
- Amsonia tharpii Woodson
- Amsonia tomentosa Torr. & Frém.

## Галерея

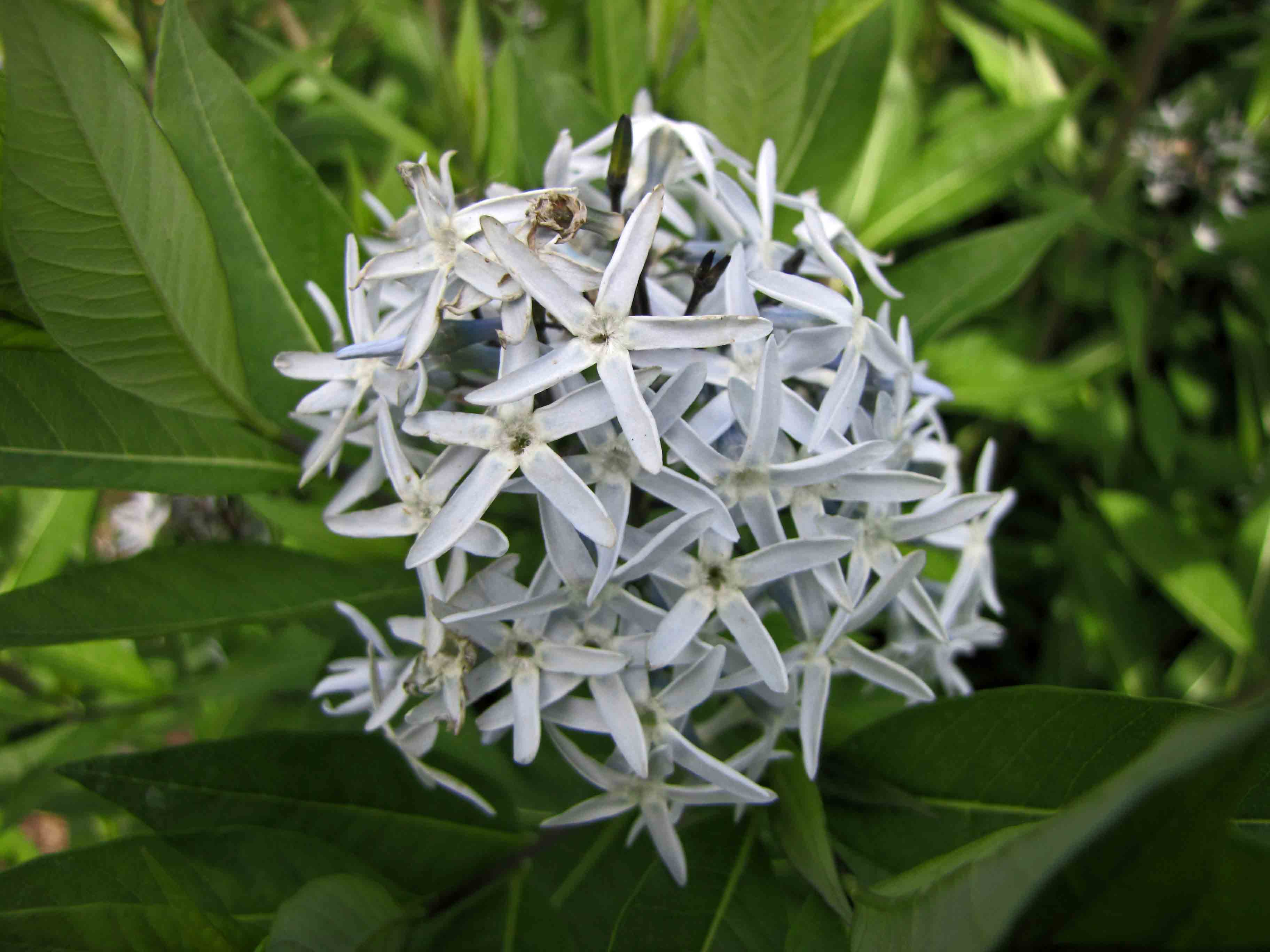
Amsonia angustifolia
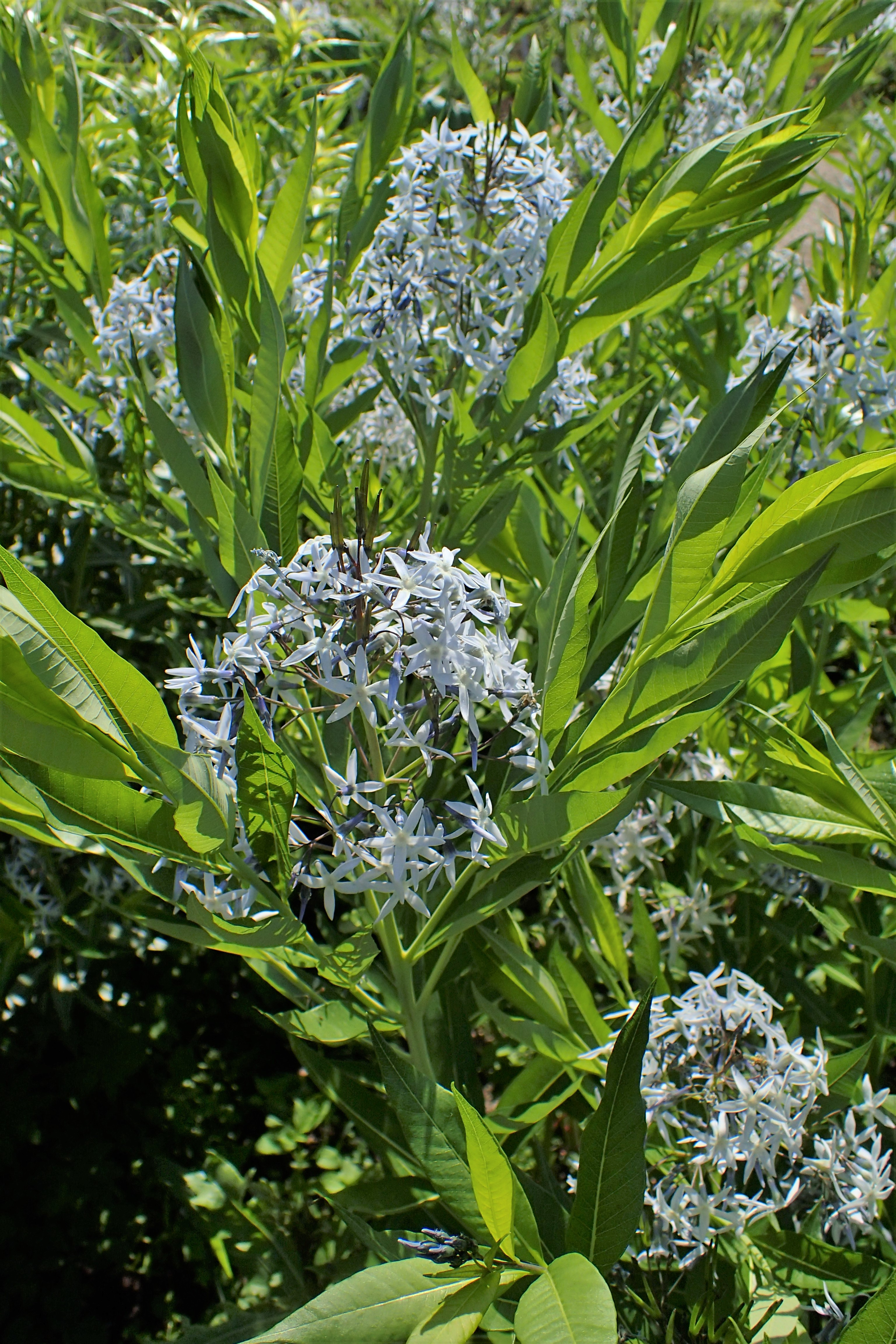
Amsonia ciliata
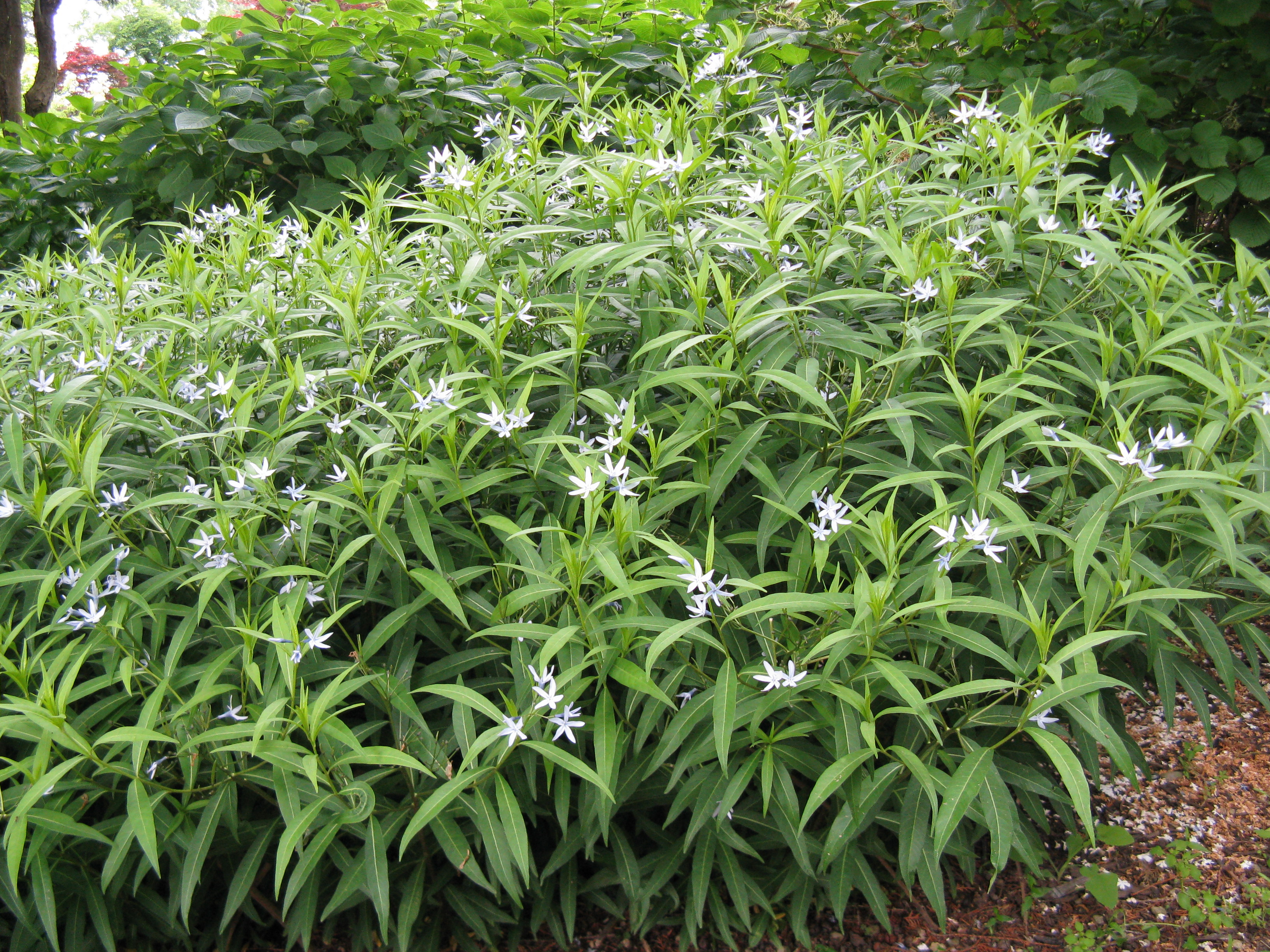
Amsonia elliptica
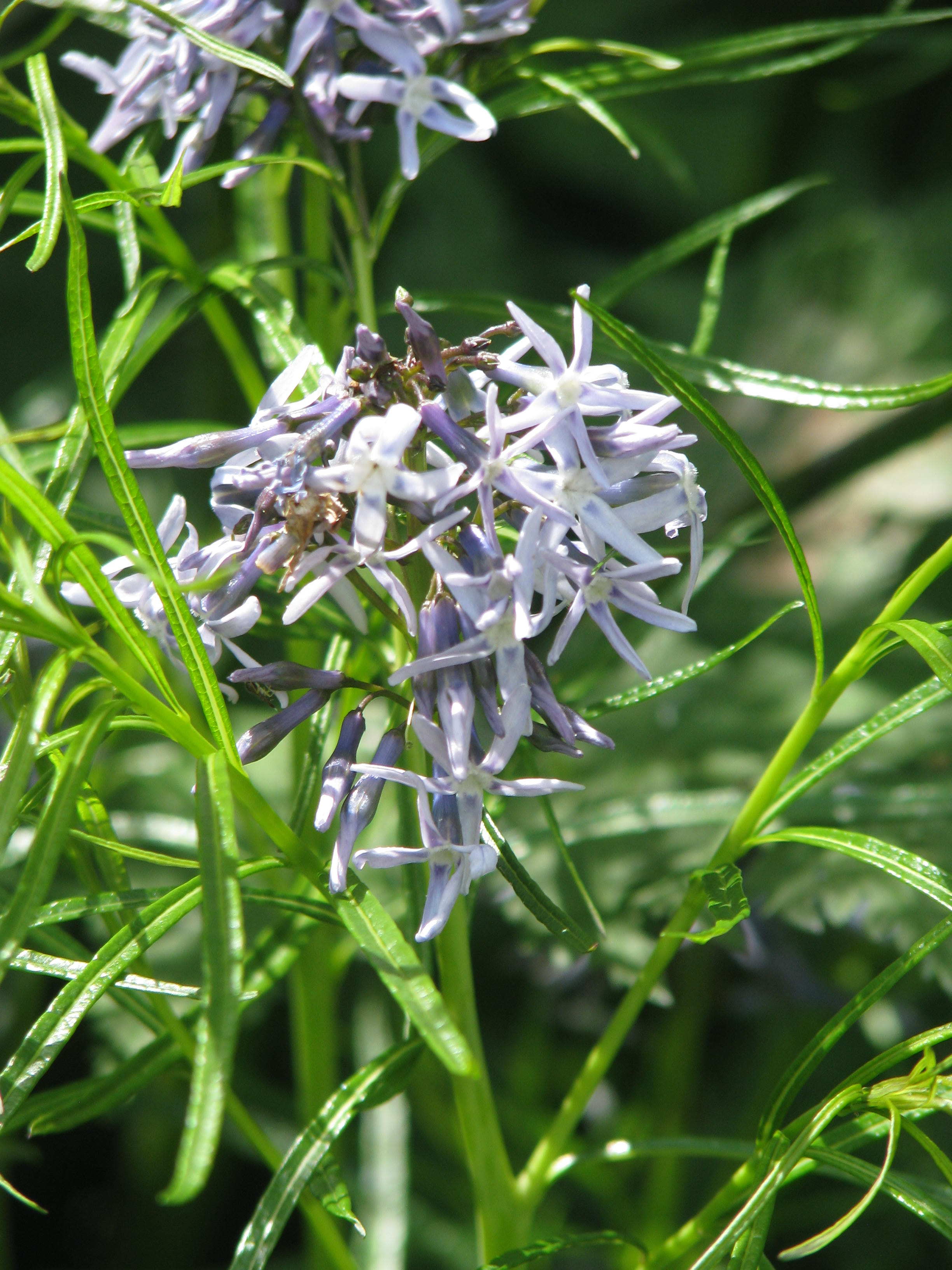
Amsonia hubrichtii
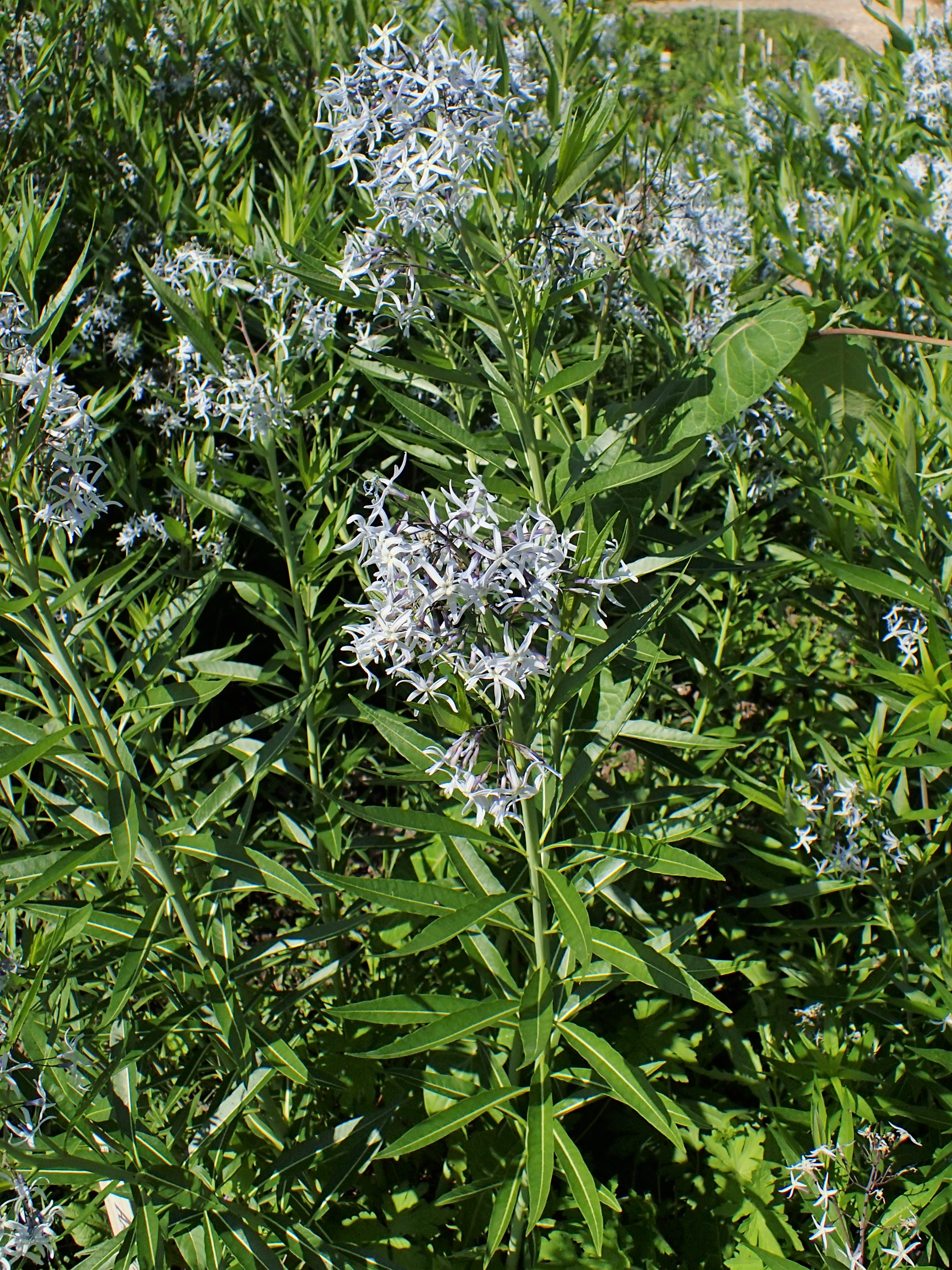
Amsonia illustris

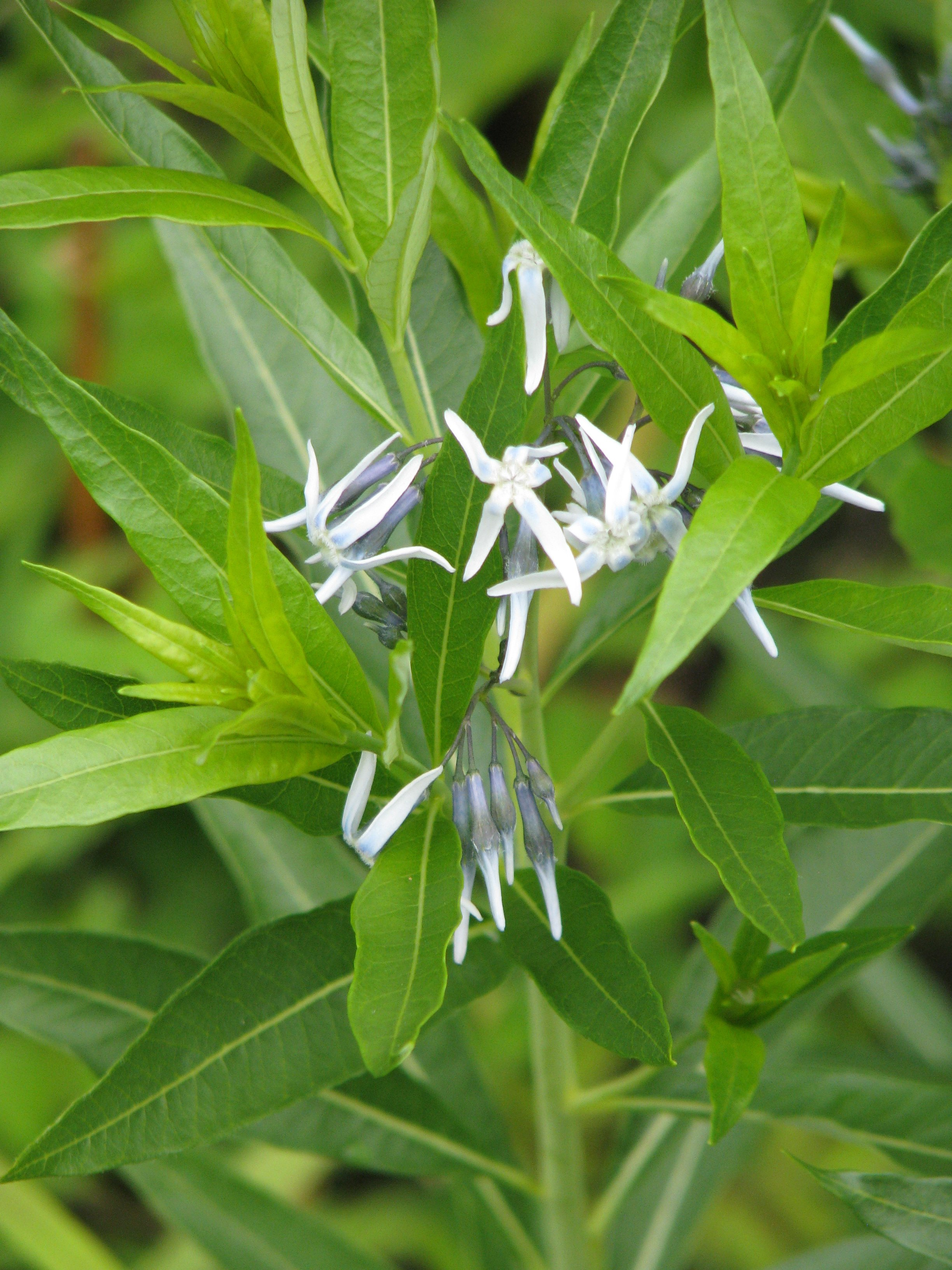
Amsonia jonesii
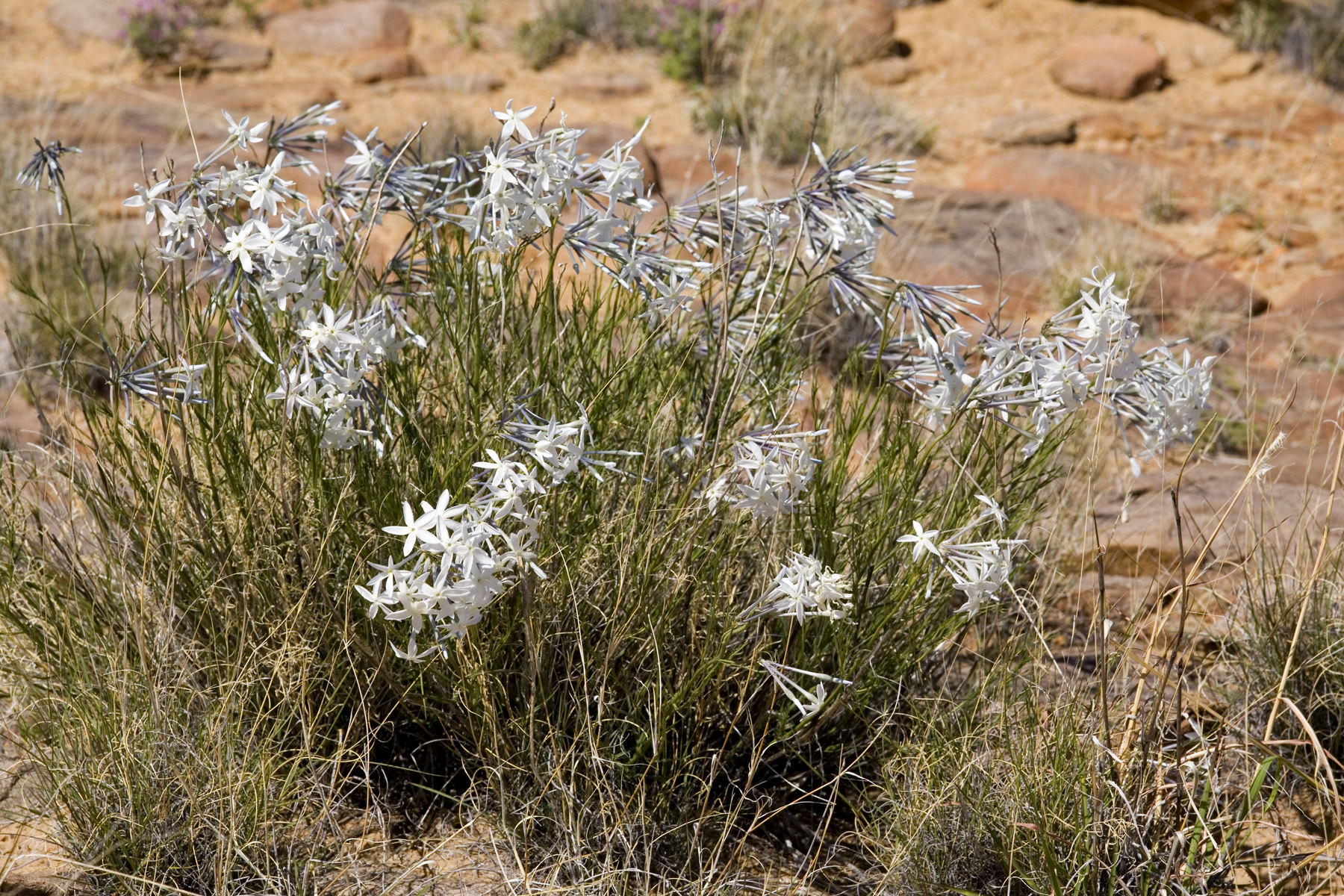
Amsonia longiflora
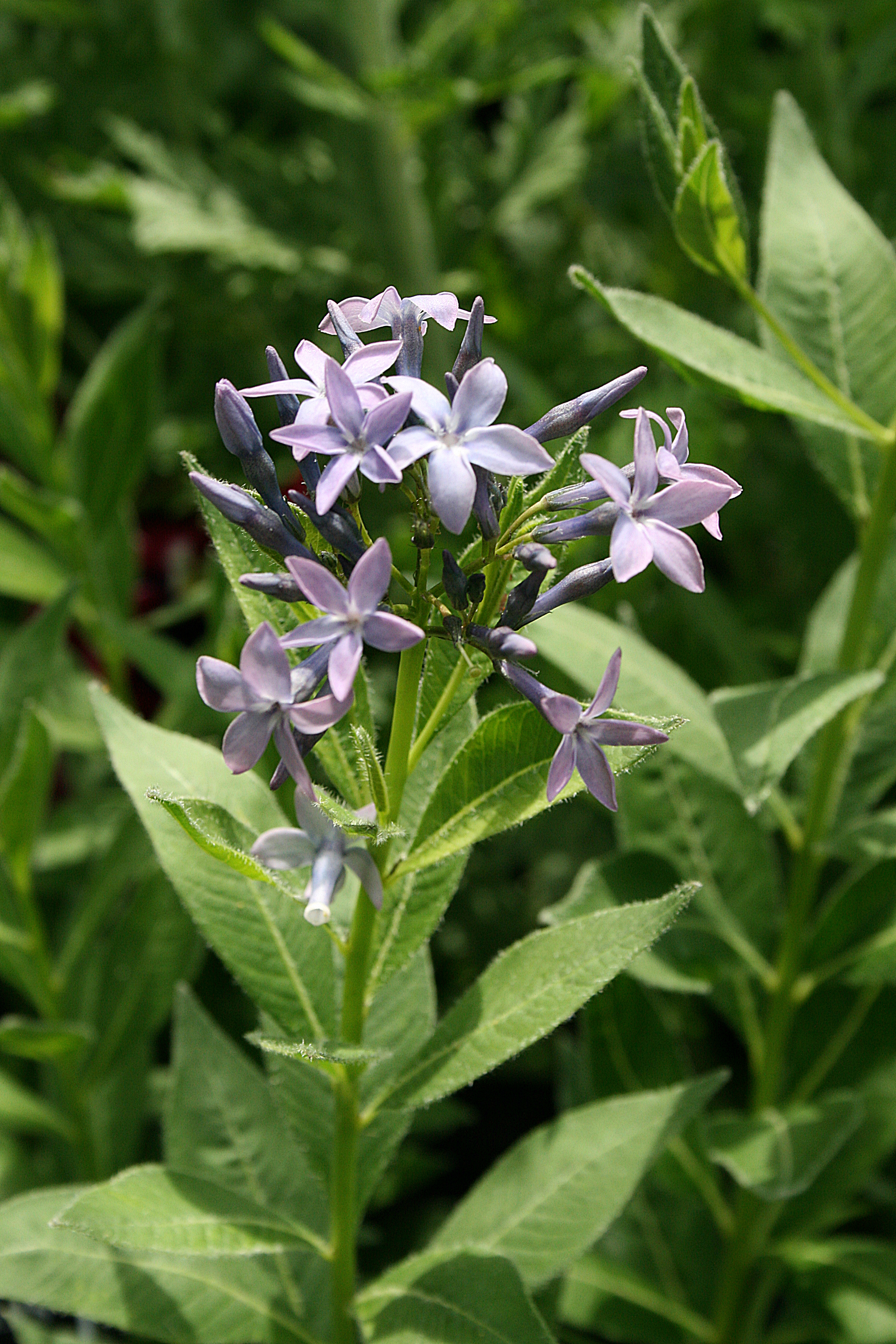
Amsonia orientalis
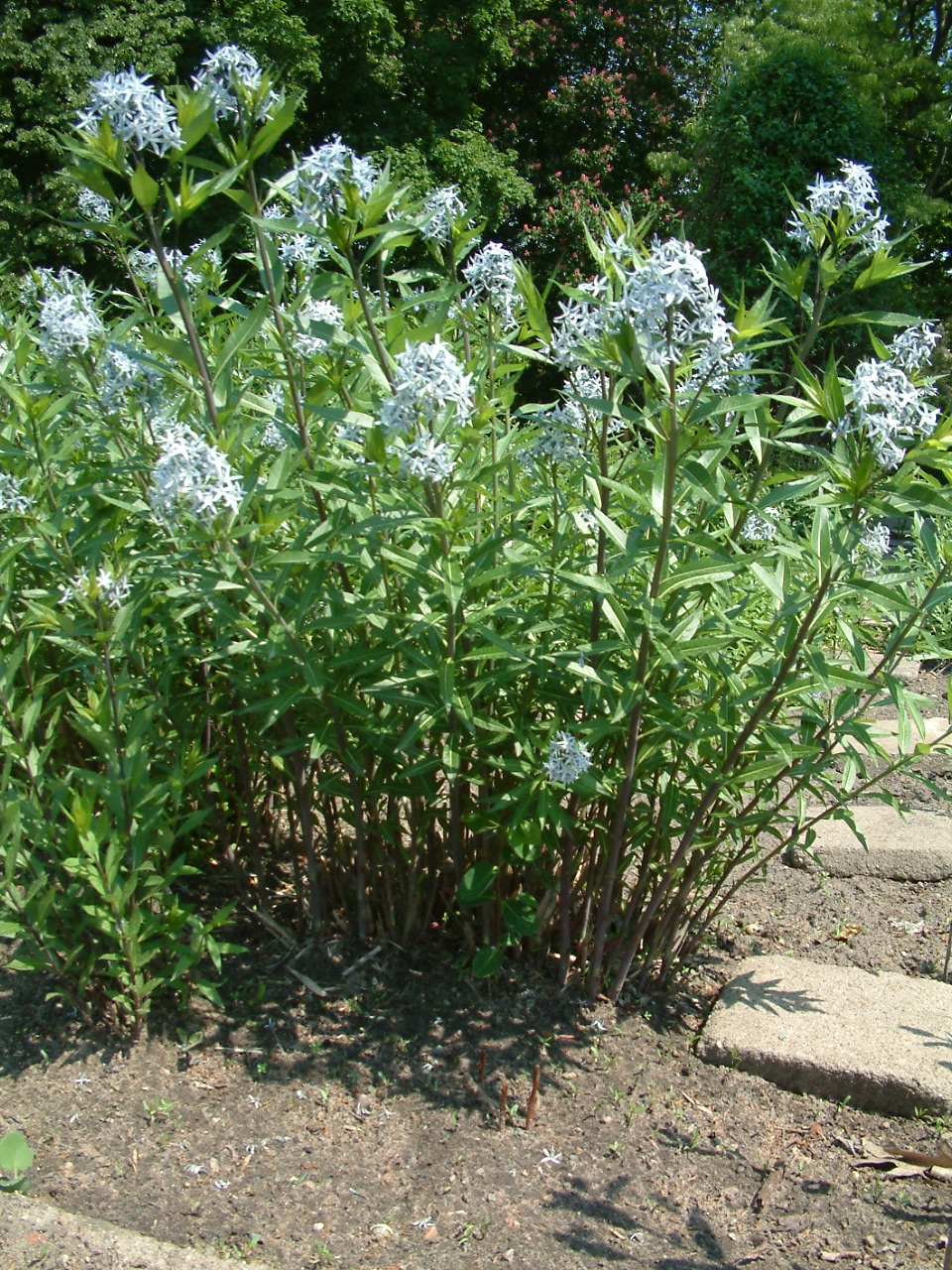
Amsonia tabernaemontana
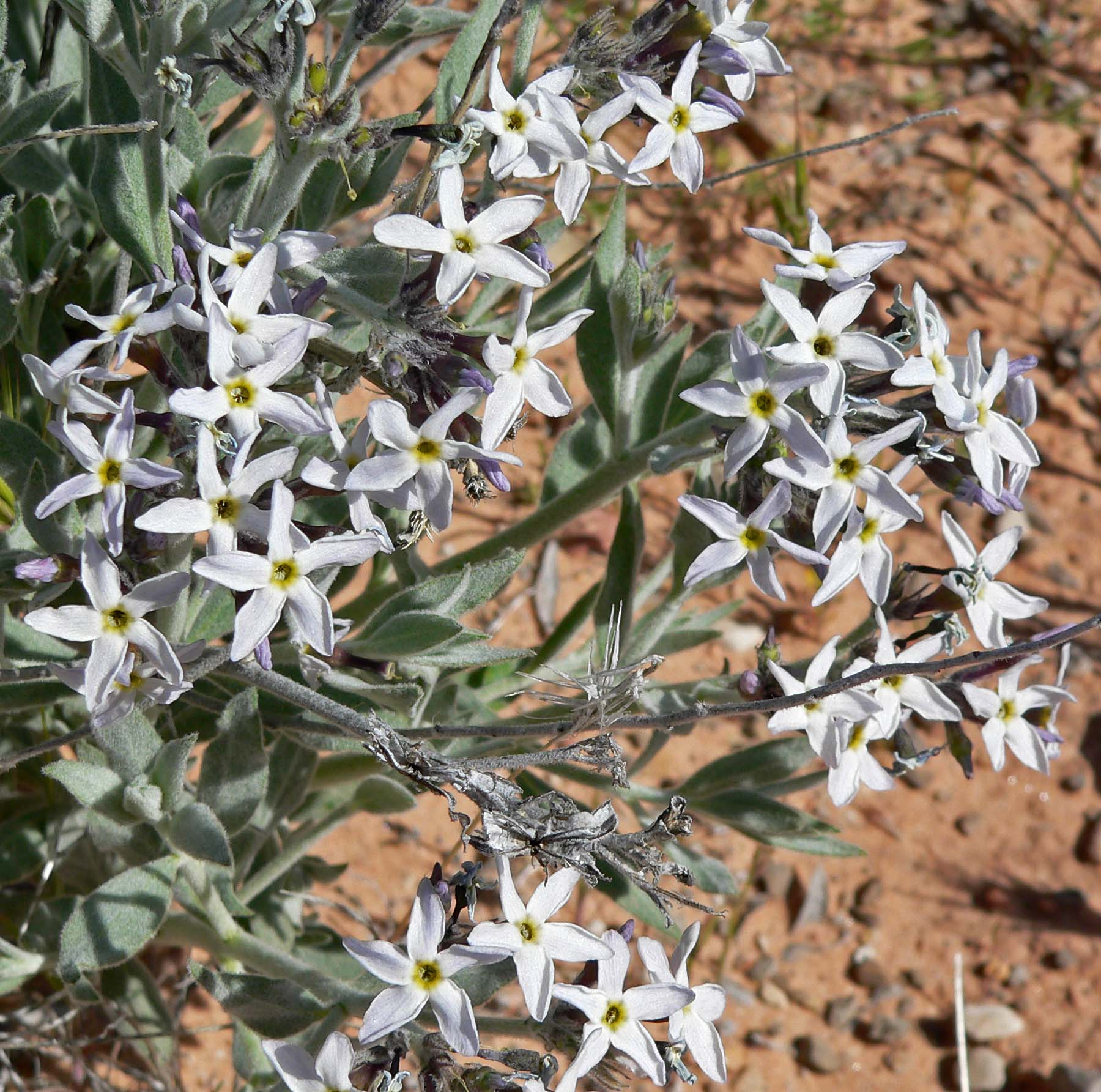
Amsonia tomentosa